# Pallavolo ai Giochi della XXXII Olimpiade - Qualificazioni al torneo maschile (NORCECA)
Le qualificazioni nordamericane di pallavolo maschile ai Giochi della XXXII Olimpiade si sono svolte dal 10 al 12 gennaio 2020 a Vancouver, in Canada: al torneo hanno partecipato quattro squadre nazionali nordamericane e una si è qualificata per i Giochi della XXXII Olimpiade.

## Impianti
|                                                                          |  |  |
|                                                                          |  |  |
| Pacific Coliseum Città: Vancouver Capienza: 16 281 Anno d'apertura: 1968 |  |  |

## Regolamento

### Formula
Le squadre hanno disputato un'unica fase con formula del girone all'italiana: la prima classificata si è qualificata per i Giochi della XXXII Olimpiade.

### Criteri di classifica
Se il risultato finale è stato di 3-0 sono stati assegnati 5 punti alla squadra vincente e 0 a quella sconfitta, se il risultato finale è stato di 3-1 sono stati assegnati 4 punti alla squadra vincente e 1 a quella sconfitta, se il risultato finale è stato di 3-2 sono stati assegnati 3 punti alla squadra vincente e 2 a quella sconfitta.
L'ordine del posizionamento in classifica è stato definito in base a:
- Numero di partite vinte;
- Punti;
- Rapporto dei set vinti/persi;
- Rapporto dei punti realizzati/subiti;
- Risultati degli scontri diretti.

## Squadre partecipanti
| Squadra    | Qualificazione                      |
| ---------- | ----------------------------------- |
| Canada     | 3ª al campionato nordamericano 2019 |
| Cuba       | 1ª alla NORCECA Champions Cup 2019  |
| Messico    | 4ª al campionato nordamericano 2019 |
| Porto Rico | 5ª al campionato nordamericano 2019 |

## Torneo

### Risultati
| 10 gennaio 2020 Pacific Coliseum, Vancouver Durata: 1h:19 - Spettatori: 2 400 | Canada     | 3 - 0 | Messico    | 25-16, 25-14, 25-17              |
| 10 gennaio 2020 Pacific Coliseum, Vancouver Durata: 1h:16 - Spettatori: 2 395 | Cuba       | 3 - 0 | Porto Rico | 25-18, 25-14, 25-19              |
| 11 gennaio 2020 Pacific Coliseum, Vancouver Durata: 1h:33 - Spettatori: 2 760 | Porto Rico | 3 - 0 | Messico    | 26-24, 25-23, 25-23              |
| 11 gennaio 2020 Pacific Coliseum, Vancouver Durata: 2h:19 - Spettatori: 4 580 | Canada     | 3 - 2 | Cuba       | 22-25, 22-25, 25-12, 25-21, 15-9 |
| 12 gennaio 2020 Pacific Coliseum, Vancouver Durata: 1h:54 - Spettatori: 2 177 | Cuba       | 3 - 1 | Messico    | 26-28, 25-20, 25-20, 25-21       |
| 12 gennaio 2020 Pacific Coliseum, Vancouver Durata: 1h:19 - Spettatori: 3 048 | Canada     | 3 - 0 | Porto Rico | 25-21, 25-15, 25-15              |

### Classifica
| Pos | Squadra    | Pt | G | V | P | SV | SP | Ratio | PF  | PS  | Ratio |
| --- | ---------- | -- | - | - | - | -- | -- | ----- | --- | --- | ----- |
| 1.  | Canada     | 13 | 3 | 3 | 0 | 9  | 2  | 4,500 | 259 | 190 | 1,363 |
| 2.  | Cuba       | 11 | 3 | 2 | 1 | 8  | 4  | 2,000 | 268 | 249 | 1,076 |
| 3.  | Porto Rico | 5  | 3 | 1 | 2 | 3  | 6  | 0,500 | 178 | 220 | 0,809 |
| 4.  | Messico    | 1  | 3 | 0 | 3 | 1  | 9  | 0,111 | 206 | 252 | 0,817 |

## Classifica finale
| Pos | Squadra    | Rosa |
| --- | ---------- | --- |
| 1.  | Canada     | Formazione: 1 Sanders, 2 Perrin, 3 Marshall, 4 N. Hoag, 6 Barnes, 7 Maar, 8 Blankenau, 10 Vernon-Evans, 11 Jansen VanDoorn, 12 Van Berkel, 16 Sclater, 17 Vigrass, 19 Bann, 20 Szwarc, CT: G. Hoag |
| 2.  | Cuba       | Formazione: 2 Melgarejo, 3 Cárdenas, 4 Yant, 5 Concepción, 6 Romero, 7 García, 9 Osoria, 11 Taboada, 12 Herrera, 13 Simón, 14 Goide, 15 León, 17 Alonso, 18 López, CT: Vives                       |
| 3.  | Porto Rico | Formazione: 3 Guzmán, 4 Del Valle, 5 Nieves, 7 Iglesias, 8 Rivera, 11 Torres, 13 Sánchez, 14 Vargas, 15 Rodríguez, 17 Colón, 22 Maldonado, 24 Cabrera, 25 Negrón, CT: Antonetti                    |
| 4.  | Messico    | Formazione: 1 Vargas, 4 Ruiz, 5 J. Rangel, 9 Téllez, 10 P. Rangel, 13 A. Martínez, 14 J. Martínez, 16 Chávez, 20 Duarte, 21 González, 22 Sarabia, 23 Moreno, 24 Aranda, CT: Azair                  |

|  | Qualificata ai Giochi della XXXII Olimpiade |

## Premi individuali
| Premio                | Nome               | Squadra    |
| --------------------- | ------------------ | ---------- |
| MVP                   | Blair Bann         | Canada     |
| Miglior realizzatore  | Stephen Maar       | Canada     |
| Miglior servizio      | Miguel Ángel López | Cuba       |
| Miglior difesa        | Jesús Rangel       | Messico    |
| Miglior ricevitore    | Blair Bann         | Canada     |
| Miglior palleggiatore | Jay Blankenau      | Canada     |
| Miglior opposto       | Maurice Torres     | Porto Rico |
| Miglior schiacciatore | Stephen Maar       | Canada     |
| Miglior schiacciatore | John Perrin        | Canada     |
| Miglior centrale      | Arthur Szwarc      | Canada     |
| Miglior centrale      | Liván Osoria       | Cuba       |
| Miglior libero        | Arnel Cabrera      | Porto Rico |